# ایمریک لاپورت
ایمریک ژان لوئی ژرار آلفونس لاپورت (به فرانسوی: Aymeric Jean Louis Gerard Alphonse Laporte‎; تلفظ فرانسوی: [ɛməʁik lapɔʁt]، زادهٔ ۲۷ مهٔ ۱۹۹۴) بازیکن فوتبال است که در پست مدافع میانی برای باشگاه النصر عربستان بازی می‌کند.
وی در فرانسه متولد شده اما برای تیم ملی فوتبال اسپانیا بازی میکند و سابقه حضور در منچسترسیتی و اتلتیک بیلبائو دارد . لاپورت علاوه بر دفاع وسط توانایی بازی در دفاع چپ را نیز دارد.

## آمار ملی

### بازی‌های ملی
تا تاریخ ۱۵ اکتبر ۲۰۲۳
| اسپانیا | اسپانیا | اسپانیا |
| سال     | بازی    | گل      |
| ------- | ------- | ------- |
| ۲۰۲۱    | ۱۴      | ۱       |
| ۲۰۲۲    | ۵       | ۰       |
| ۲۰۲۳    | ۷       | ۰       |
| مجموع   | ۲۶      | ۱       |

### گل‌های ملی
| شماره | تاریخ        | میزبان | بازی ملی | حریف    | نتیجه | رقابت                 |
| ----- | ------------ | ------ | -------- | ------- | ----- | --------------------- |
| ۱     | ۲۳ ژوئن ۲۰۲۱ | سویل   | ۴        | اسلواکی | ۵–۰   | جام ملت‌های اروپا ۲۰۲۰ |

## اوایل زندگی
وی در ناحیه آکیتن , اژن در فرانسه از پدر و مادری  باسکی متولد شد . لاپورته در 5 سالگی ورزش فوتبال و راگبی را آغاز کرد و بعد از استعدادیابی و دیده شدن  اتلتیک بیلبائو پیوست   .

## سبک بازی
گیلم بالاگ، روزنامه‌نگار فوتبال اسپانیایی، لاپورت را به عنوان "مدافع مرکزی که می‌تواند از عقب بازی کند و مستحکم است" توصیف کرده است و افزوده است که "بدون شک او یک مدافع مستحکم است". وی همچنین به خاطر توانایی پاس دادن و بازی سازی خود شناخته شده است.

## افتخارات
اتلتیک بیلبائو
- سوپر جام فوتبال اسپانیا: ۲۰۱۵

منچستر سیتی
- لیگ برتر فوتبال انگلستان: ۱۸–۲۰۱۷، ۱۹–۲۰۱۸،[۶] ۲۰۲۱–۲۰۲۰
- جام حذفی فوتبال انگلستان: ۱۹–۲۰۱۸[۷]
- جام اتحادیه باشگاه‌های انگلستان: ۱۸–۲۰۱۷،[۸] ۱۹–۲۰۱۸،[۹] ۲۱–۲۰۲۰[۱۰]
- جام خیریه انگلستان: ۲۰۱۸[۱۱]
- لیگ قهرمانان اروپا: ۲۰۲۱–۲۰۲۰ نایب قهرمان

تیم ملی اسپانیا
- جام ملت‌های اروپا فوتبال قهرمان: ۲۰۲۴

زیر ۱۹ سال فرانسه
- جام ملت‌های اروپا فوتبال زیر ۱۹ سال نایب قهرمان: ۲۰۱۳[۱۲]

فردی
- تیم سال پی‌اف‌ای: ۱۹–۲۰۱۸[۱۳]
- تیم سال لالیگا : ۲۰۱۳-۲۰۱۴[۱۴] [۱۵]